# بي بي كند
بي بي كند هي قرية في مقاطعة شاهين دج، إيران. عدد سكان هذه القرية هو 277 في سنة 2006.